# Marcel Damphousse
Marcel Damphousse (ur. 19 marca 1963 w Saint Joseph) – kanadyjski duchowny katolicki, arcybiskup koadiutor Ottawy-Cornwall w 2020, arcybiskup metropolita Ottawy-Cornwall od 2020.

## Życiorys
Święcenia kapłańskie otrzymał 28 czerwca 1991 i został inkardynowany do archidiecezji Saint-Boniface. Pracował głównie jako duszpasterz parafialny, zaś w latach 2003-2008 był dyrektorem wydziału kurialnego ds. powołań.
28 czerwca 2012 papież Benedykt XVI mianował go ordynariuszem diecezji Alexandria-Cornwall. Sakry biskupiej udzielił mu 2 września 2012 arcybiskup Kingston - Brendan O’Brien.
12 listopada 2015 papież Franciszek mianował go biskupem diecezji Sault Sainte Marie.
6 maja 2020 został mianowany arcybiskupem koadiutorem Ottawy-Cornwall. 4 grudnia 2020, po przyjęciu przez papieża rezygnacji arcybiskupa Terrence Prendergastr’a, objął urząd arcybiskupa metropolity Ottawy.